# Leucothyreus jivarus
Leucothyreus jivarus är en skalbaggsart som beskrevs av Ohaus 1917. Leucothyreus jivarus ingår i släktet Leucothyreus och familjen Rutelidae. Inga underarter finns listade i Catalogue of Life.